# Tayanna
Tetyana Mykhaylivna Reshetnyak (en ukrainien : Тетяна Михайлівна Решетняк) dit Tayanna, née le 29 septembre 1984 à Tchernivtsi, est une chanteuse, compositrice et actrice ukrainienne.

## Biographie
En 2014 et 2015, elle participe au télé-crochet The Voice of Ukraine. Non sélectionnée en 2014, elle atteint la finale en 2015.
Elle tente plusieurs fois de participer au Concours Eurovision de la chanson, sans toutefois se qualifier pour représenter son pays.

## Discographie

### Albums studio
- 9 песен из жизни (2016)
- Тримай мене (2017)

### EPs
- TAYANNA. Портреты (2016)